# 주앙 페드루
주앙 페드루 중케이라 제주스 (João Pedro Junqueira Jesus, 2001년 9월 26일 ~ )는 브라질의 축구 선수이며, 첼시에서 공격수로 뛰고 있다.

## 선수 경력
2023년 7월 브라이턴 & 호브 앨비언으로 이적했다.
2025년 7월 첼시로 이적했다.

## 수상

### 개인
- 왓포드 올해의 선수 : 2022-23